# Moors Murderers
Moors murderers (dansk:  hedemorderne) var betegnelsen for parret Ian Brady og Myra Hindley, som begik fem drab i perioden fra juli 1963 til oktober 1965, i og omkring Greater Manchester i England. De fem ofre var mellem 10 og 17 år gamle: Pauline Reade, John Kilbride, Keith Bennett, Lesley Ann Downey og Edward Evans, hvoraf mindst fire blev udsat for seksuelle overgreb.
Morderne blev betegnet som Moors murderers, fordi to af ofrene blev fundet i grave på Saddleworth-heden, mens en tredje grav først blev fundet på heden i 1987, over 20 år efter Brady og Hindleys retssag i 1966. Det fjerde offer, Keith Bennett, menes også at være begravet på heden, men er i 2021 endnu ikke fundet.
Politiet kendte i første omgang kun til tre af drabene; drabene på Edward Evans, Lesley Ann Downey og John Kilbride. Sagen blev genåbnet i 1985, efter at Brady tilstod mordene på Pauline Reade og Keith Bennett.
Brady og Hindley blev hver for sig taget til Saddleworth-heden for at bistå politiet i deres søgen efter gravene. På dette tidspunkt havde begge tilstået de to sidste mord.
Hindley blev af pressen beskrevet som "den ondeste kvinde i Storbritannien". Hun ansøgte flere gange om benådning for den resterende del af sin livstidsdom; idet hun hævdede, at hun var en forandret kvinde, og ikke længere til fare for samfundet, men hun blev aldrig løsladt. Hun døde i 2002, 60 år gammel.
Brady blev erklæret kriminelt sindssyg i 1985, og anbragt på Ashworth Hospital, en institution med højeste sikkerhedsniveau. Han gjorde det klart, at han aldrig ønskede at blive løsladt, og han anmodede gentagne gange om at få lov til at dø. Brady døde den 15. maj 2017.
At mordene, som blev omtalt verden over, blev begået, skyldtes ifølge Malcolm MacCulloch, professor i retsmedicinskpsykiatri på Cardiff-universitetet, en "sammenkædning af omstændigheder", som bragte en "ung kvinde med en hård personlighed, som fra tidlig alder lærte at give og modtage vold" og en "seksuelt afvigende sadistisk psykopat" sammen.

## Personlige baggrunde

### Brady
Ian Brady blev født i Glasgow, som Ian Duncan Stewart den 2. januar 1938, som søn af Maggie Stewart, en ugift 28-årig tea room servitrice. Bradys far blev ikke med sikkerhed udpeget, selvom hans mor påstod, at det var en journalist, der arbejdede for en avis i Glasgow, men døde tre måneder før sønnen blev født. Imidlertid kunne Brady huske, at hans mor en gang præsenterede ham for en høj, blond mand, hun kaldte Peter, og i eftertid mente Brady, det nok var hans far. Men selv savnede han ikke en far og led ikke under at være født udenfor ægteskab. Stewart fik ikke megen støtte, og efter et par måneder blev hun tvunget til at overlade sin søn til Mary og John Sloan, et lokalt par, som selv havde fire børn. Brady fik ved denne lejlighed navnet Ian Sloan. Hans mor fortsatte med at besøge ham i hele hans barndom.
Som berygtet morder fik han skyld for at have pint dyr som barn. Men ligesom Hindley kunne Brady ikke tåle grusomhed mod dyr. Da han og Hindley fandt hinanden i mordlyst og blodtørst, ledte de i aviserne efter navn på folk dømt for dyrplageri, i den hensigt at dræbe dem. Som niårig besøgte Brady Loch Lomond sammen med sin familie, hvor han efter sigende udviklede en forkærlighed for naturen. Få måneder senere flyttede familien til et nyt hus i en ejendom på Pollok. Her blev Ian optaget på Shawlands Academy, en skole for velbegavede elever.
Med årene udviklede hans brutalitet sig, og snart begyndte han at skade børn mindre end ham selv. På Shawlands blev hans adfærd forværret, og som teenager blev han to gange stillet for en domstol for indbrud. Han forlod akademiet som 15 årig, og tog et job som teaboy på Harland & Wolff skibsværft i Govan. Ni måneder senere begyndte han at arbejde som bydreng for en slagter. Han havde også en kæreste, Evelyn Grant, men da han truede hende med en springkniv for at have danset med en anden dreng, sluttede forholdet. Han blev igen stillet for retten, denne gang med anklager for ni lovovertrædelser, og kort før hans 17 års fødselsdag satte en skotsk domstol ham fri på prøve, forudsat at han boede sammen med sin mor,, der var flyttet til Manchester, og blevet gift med en irsk frugthandler ved navn Pat Brady. Der fik han job som frugtsælger ved Smithfield Market.
Mindre end et år efter han var flyttet til Manchester blev Brady anholdt for forsøg på at smugle en sæk fuld af stjålne blysegl ud af markedet, men fordi han stadig var under 18 år, blev han idømt to år i ungdomsfængsel med henblik på "forbedrelse".
Han blev i første omgang sendt til Hatfield, South Yorkshire, men efter at være blevet fundet beruset af alkohol, han selv havde brygget, blev han flyttet til Hull, hvor der var bedre overvågning. Den 14 november 1957 var Brady tilbage i Manchester, hvor han tog et job, som han hadede og blev fyret fra, hvorefter han fik et andet job i et bryggeri. Han besluttede sig for at "forbedre sig ", og anskaffede et sæt undervisningsbøger om bogholderi på et lokalt offentligt bibliotek, hvorefter han forundrede sine forældre ved at studere alene i sit værelse i flere timer. I februar 1958, blot tre måneder efter at være blevet løsladt fra ungdomsfængselet, blev Brady ansat ved Millwards Merchandising, et kemisk distributionsselskab i Gorton.
Brady forherligede nazismen og var besat af  Nietzsches filosofi om overmennesket, hævet over loven. Han omtalte andre mennesker som "maddiker". Blandt hans favoritbøger var Compulsion om de to teenagere fra Chicago, Leopold og Loeb, der dræbte en dreng i den enes familie kun for oplevelsen af at slippe godt fra et mord.

### Hindley
Hindley (23. juli 1942 – 15 november 2002) voksede op i Gorton, et arbejderkvarter i Manchester, som datter af Nellie og Bob Hindley. Hendes mor og alkoholiserede far slog hende jævnligt fra hun var et lille barn. Det lille hus, familien boede i, var i så dårlig stand, at Hindley og hendes forældre var nødt til at sove i det eneste tilgængelige soveværelse, hvor hun havde en enkelt seng ved siden af hendes forældres dobbelte. Familiens levevilkår forværredes yderligere, da Hindley søster, Maureen, blev født i 1946. Kort efter søsterens fødsel, i en alder af fem, blev Hindley af sine forældre overgivet til sin bedstemor, som boede i nærheden.
Hindleys far havde kæmpet i Nordafrika, Cypern og Italien under anden verdenskrig, hvor han havde udført tjeneste ved et faldskærmsregiment. Han havde været kendt i hæren som en "hård mand", og han forventede det samme af sin datter. Derfor lærte han hende at slås, og insisterede på, at hun "forsvarede sig selv". Da Hindley var 8 år, kradsede en dreng fra nabolaget begge hendes kinder til blods. Hun brast i gråd og løb hjem, hvor hendes far skal have truet hende til at finde drengen og slå tilbage. Det gjorde hun så, og skrev senere: "Otte år gammel havde jeg scoret min første sejr".
En af hendes nærmeste venner var den to år yngre, 13-årige Michael Higgins, der boede i nabolaget. I juni 1957 ville han have hende med på svømmetur i et lokalt nedlagt reservoir, men hun gik i stedet ud med en ven, Pat Jepson. Higgins druknede. Hindley var meget rystet over hændelsen, og bebrejdede sig selv for hans død. Hun var en udmærket svømmer og kunne have reddet ham. Nu fik hun indsamlet penge til en krans, og hans begravelse i St. Francis-klosteret i Gorton Lane (kirken, hvor Hindley blev katolsk døbt den 16. august 1942) fik en varig effekt på hende. Hindleys mor havde givet efter for hende fars insisteren på, at hun skulle døbes katolsk, på betingelse af, at hun ikke blev sendt til en katolsk skole, som hendes mor mente, at "alt munkene lærter fra sig var katekisme". Hindley blev mere og mere tiltrukket af den katolske kirke, efter at hun startede på Ryder Brow Secondary Modern, og begyndte at tage undervisning for at blive optaget i kirken snart efter Higgins' begravelse. Hun tog konfirmations-navnet Veronica, og fik sin første altergang i november 1958. Hun blev også gudmoder til Michaels nevø, Anthony John. Det var også omkring dette tidspunkt, at Hindley først begyndte at affarve sit hår.
Hindleys første job var som kopist i et lokalt el-ingeniørfirma. Hun løb ærinder, lavede te, og skrev. Hun var vellidt i firmaet, så da hun tabte sin første uges lønseddel, lavede de andre piger en indsamling for at erstatte den. Hun havde et kort forhold til Ronnie Sinclair fra julen 1958, og blev forlovet i en alder af 17. Men forlovelsen blev brudt flere måneder senere. Hindley syntes tilsyneladende Sinclair var umoden og ude af stand til at give hende det liv, hun ønskede.
Hun tog judo-lektioner en gang om ugen på en lokal skole, men fandt partnerne for tilbageholdende, når hun var for langsom til at løsne sine greb. Hun tog et job på Bratby og Hinchliffe i Gorton, men blev fyret for fravær efter 6 måneder. Hun blev så ansat ved Millwards Merchandising i Levenshulme Road. Hindley blev mobbet for sin markante næse og sine kraftige hofter, der gav hende tilnavnet Square Arse (= Firkant-røv).

## Parret mødes
I januar 1961 mødte den nu 18-årige Hindley, som arbejdede hos Millwards, Brady, og selv om hun fik at vide, at han var straffet, begyndte hun at mødes med denne. Deres møder fulgte et mønster, hvor de først gik i biografen, hvorefter de mødtes i Hindleys hus, hvor de drak tyske vine. Hindley blev ifølge et brev, hun skrev til en veninde, af Brady tvunget til at indtage stoffer og farve sit hår.

## Mordene

### Pauline Reade
Deres første offer var 16-årige Pauline Reade, en nabo til Hindley, som forsvandt på vej til bal i Crumpsall-distriktet 12. juli 1963. Hun blev lokket ind i en bil af Hindley, mens Brady i smug fulgte efter på motorcykel. Da vognen nåede Saddleworth-heden, stoppede Hindley vognen og gik ud, efter at havde spurgt Pauline om at hjælpe med at finde en forsvunden handske. De ledte efter handsken, da Brady kastede sig over Pauline og knuste hendes hoved med en skovl. Herefter udsatte han hende for brutal voldtægt, skar hendes hals over med sådan kraft, at hendes rygmarv blev splittet. Brady begravede hende herefter i en 3 fod dyb grav, der ikke blev opdaget før 1. juli 1987. Først tyve år senere indrømmede Brady og Hindley mordet, i 1987, da parret viste politiet, hvor hun lå nedgravet, stadig iført sin rosa og gyldne balkjole.

### John Kilbride
Den 23. november 1963 var offeret den 12-årige John Kilbride, der var bange for at gå med fremmede mænd, men ikke med fremmede kvinder. Han hjalp til på torvet i Ashton-under-Lyne for at tjene lommepenge, og her aftalte han at hjælpe Hindley med nogle kasser. Brady sad bag i bilen. På heden blev John Kilbride voldtaget af Brady, der forsøgte at skære drengens hals over med en seks tommer lang kniv med savtakket blad, men mislykkedes. Brady kvalte ham i stedet med et stykke snor, muligvis et snørebånd. Kilbrides grav blev fundet 21. oktober 1965. Liget havde tøj på, men bukserne og underbukserne, som han havde haft på, var trukket ned til midt på låret.

### Keith Bennett
Det tredje offer var den 12-årige Keith Bennett, som forsvandt på vej til sin bedstemors hus i Gorton 16. juli 1964 – fire dage efter hans 12 års fødselsdag. Den blonde dreng accepterede et lift af Hindley tæt på Stockport Road i Longsight, hvorefter hun kørte ham til Saddleworth-heden, hvor hun spurgte om hjælp til at finde en forsvunden handske. Brady lokkede derefter Keith ind i en kløft, hvor han seksuelt misbrugte barnet, og kvalte ham med et stykke snor, før han begravede hans lig. Hindley stod oppe på kanten af kløften og overværede mordet. Hindley tilstod senere, at hun havde ødelagt billederne, hun tog af netop dette mord, og som havde været opbevaret på Bradys arbejdsplads på Millwards. Hindley havde adgang til disse billeder i løbet af de fire dage mellem Bradys anholdelse og hendes egen i oktober 1965. På trods af genoptaget eftersøgning i 1987, er Keith Bennetts lig aldrig blevet fundet. Hans mor Winnie Johnson (1933-2012) sendte flere hundrede breve til Ian Brady med bøn om at få oplyst, hvor hendes søn lå nedgravet, men døde uden at få noget svar.

### Lesley Ann Downey
Det fjerde offer, den 10-årige Lesley Ann Downey, blev bortført fra en markedsplads i Ancoats anden juledag 1964, og taget hjem til Hindleys hjem på Wardle Brook Avenue 16. Her blev pigen afklædt og tvunget til at posere ved pornografiske optagelser med en knebel i munden, og i de sidste fire af dem, med sine hænder bundet – den sidste knælende i en bedende stilling. Brady tog ni fotos af pigen, og der foreligger en seks minutter lang lydoptagelse på kassettebånd, hvor Brady og Hindleys stemmer truer og overtaler barnet, som man hører græder og tigger om at få lov til at komme hjem. Downey kaldte Hindley "mor" som for at appellere til, at hun var kvinde. I baggrunden høres julemusik. Optagelsen gik voldsomt ind på tilhørerne i retten, Downeys skrig at hendes hals gør ondt, og hun kan ikke trække vejret.
Ligesom Keith Bennett blev Lesley Ann Downey voldtaget og kvalt med en snor. Dog talte Brady under retssagen i april 1966 over sig, da han blev krydsforhørt i vidneskranken, hvor han fortalte anklageren, at "vi tog alle tøj på" bagefter, hvilket tyder på, at Hindley medvirkede i det seksuelle overgreb, og måske også i drabet. Næste morgen kørte Brady og Hindley liget af Downey til Saddleworth-heden, hvor det blev begravet.

### Edward Evans
Det femte og sidste offer var den 17-årige Edward Evans, som 6. oktober 1965 blev lokket hen til Wardle Brook Avenue 16 og flænset brutalt med en økse inden han døde af kvælning. Ifølge Brady var Evans en homoseksuel, som han havde antastet på Manchester hovedbanegård, og inviteret med hjem under påskud af tilfældig sex. Det forbliver uklart, om Evans virkelig var homoseksuel, eller om Brady blot forsøgte at tilsmudse den unge mands omdømme (homoseksualitet var stadig ulovligt i England). Der blev fundet hår fra Myra Hindley i Evans' bukser, da man tog nogle retsmedicinske prøver, hvilket indikerer, at han deltog i en eller anden form for seksuel aktivitet, før han blev dræbt. Drabet blev bevidnet af David Smith, der havde giftet sig med Myras yngre søster Maureen i august 1964, og som var af omkring samme alder som Evans. Brady og Hindley havde tilsyneladende iscenesat mordet som en del af Smiths indvielse i deres morderiske sammensværgelse. Hindley-familien havde ikke bifaldet Maureens ægteskab med Smith, da han havde flere domme på sig i ungdomsretten. I det forgangne år havde Brady udviklet et venskab med Smith, som fremgik at være blevet hjernevasket af Brady. I sin dagbog skrev han: "Voldtægt er ikke nogen forbrydelse, det er en tilstand. Mord er en hobby og den yderste fornøjelse." Dog gentog han bare talemåder, der lød flot, fordi han ønskede Bradys venskab, og han troede ikke på Bradys pral om, at han havde dræbt flere mennesker. Hindley inviterede svogeren hjem en aften i starten af oktober 1965 under påskud af, at Brady ville give ham nogle flasker vin i miniature. Smith ventede i køkkenet, da han pludseligt hørte et højlydt skrig fra den tilstødende stue, og Myra råbte om hjælp til Ian. Smith kom ind i rummet, hvor han fandt Brady i færd med at smadre Evans' hoved med en økse, inden han kvalte drengen med et el-kabel. Den skrækslagne Smith blev efterfølgende bedt om at hjælpe med at rengøre stuegulvet, som var oversprøjtet med blod, knoglestykker og hjernemasse. Han turde heller ikke andet end at hjælpe til med at få liget båret op på gæsteværelset, og pakke det ind i en pose, bundet sammen med reb. Brady sagde kort, at drabet var "det værste griseri" af dem, han havde begået.

### Overlevende
Tommy Rhattigan var syv år, da parret kom i kontakt med ham i en park i Manchester. Han gik med dem hjem for at få et stykke mad. Men her fik han fornemmelsen af, at noget var galt, og flygtede ud gennem et vindue. Hindley fik fat i hans ene fod, men drengen satte alle kræfter til og undslap. Rhattigan udtalte i 2017, at han mente, en del andre børn også havde anet uråd og undslap i sidste øjeblik.
Patricia Ann Hodges, der boede lidt længere nede i gaden fra Hindley, forklarede, at efter at hun havde lært Hindley og Brady at kende, besøgte hun dem jævnligt. "Så fik jeg fire glas vin mens jeg var der. To gange gik jeg tur på heden med dem." Ingen syntes at undre sig over, at et ungt par tilbragte fritiden med en 12-årig nabopige, og skænkede hende alkohol. Hindley og Brady gjorde optagelser af, at Hodges læste avisartikler højt om deres savnede ofre, og tog hende med på et par vandreture over heden lige i nærheden af gravene. Juleaften 1964 tog Hindley pigen med til heden. Hun kom hjem næste dag om eftermiddagen, første juledag. Anden juledag forsvandt Lesley Anne Downey.

## Anholdelsen
Smith aftalte med Brady at mødes næste aften for at fjerne liget af Evans. Smith forlod straks huset og løb lige hjem, hvor han kastede voldsomt op. Han vækkede sin sovende kone, og fortalte hende, hvad der var foregået. Maureen brød sammen i gråd, og sammen gik de kl. seks om morgenen d. 7. oktober til en telefonboks - Smith bevæbnet med en skruetrækker og en køkkenkniv, hvis Brady skulle dukke op. Smith ringede den lokale politistation og fortalte betjentene om drabet.
Kort tid efter ankom politiinspektør Bob Talbot til Wardle Brook Avenue 16 og ringede på døren. Han udgav sig for at komme med brød, da Hindley åbnede døren. Brady var ved at skrive en besked til sin arbejdsgiver, at han ikke kom på arbejde den dag. Talbot legitimerede sig som politimand, oplyste om en indringet anmeldelse, og gik i gang med at undersøge huset. Han fandt gæsteværelset aflåst. Da døren var låst op, fandt han den døde i en sæk. Brady blev arresteret og indbragt.
Under forhøret indrømmede Brady straks mordet, men fik sin hævn over David Smith ved at implicere ham. Samtidig fastholdt han Hindleys uskyld. Men senere fandt politiet i hendes bønnebog en kvittering, der førte dem til et skab på Manchester hovedbanegård, hvor de fandt to kufferter fyldt med bevismateriale. Udover fotos og lydoptagelsen fra mordet på Lesley, fandt de også en notesbog med John Kilbrides navn. Politiet fandt samtidig et billede af Hindley sammen med sin hund. Hun stirrer ned på noget, der senere viste sig at være en grav på Saddleworth-heden. Baseret på disse nye beviser blev John Kilbride og Lesley Ann Downey snart gravet op. Herefter blev også Hindley anklaget, og parret sigtet for de tre mord, man da havde kendskab til.

## Kendelsen
Sagen blev afholdt i april 1966 i Chester Assize Crown Court. Både Brady og Hindley benægtede mordene og forsøgte at skyde skylden på Smith. En politibeskyttelse skulle holde tilskuerne væk fra de politibiler, som kørte Brady og Hindley, og blev mødt med rasende udråb fra de fremmødte. Den 6. maj 1966 blev Brady fundet skyldig i mordene på John Kilbride, Lesley Ann Downey og Edward Evans. Han blev dømt til 3 x livstid, eftersom dødsstraffen var afskaffet et år tidligere. Hindley blev fundet skyldig i mordene på Downey og Evans. Hun blev dømt til 2 x livstid plus syv år for at have dækket Brady, selv om hun vidste, han havde myrdet John Kilbride. Dommeren var Fenton Atkinson, der fordømte mordene som "den yderste fordærvelse, to sadistiske mordere". Han udtalte også, at Brady var "ond hinsides det, man kan forestille sig", og at der ingen jordisk chance var for, at han nogensinde skulle forbedre sig. Dog troede han, der var håb for Hindley, "så snart hun fjernes fra [Bradys] påvirkning."
Brady indledte i 1999 en sultestrejke, men højesteret tilkendte sygehuset den lovlige ret til at tvangsmade ham for at holde ham i live. Han påstod, at hans psykotiske episoder kun var skuespil fra hans side, og ønskede overflytning til et skotsk fængsel. Det blev afsløret, at Bradys sultestrejke var snyd, idet han spiste suppe de fleste dage, toast hver morgen, og der var weekends, hvor han spiste normalt. Efter hans død fremkom det, at han ønskede at blive begravet til tonerne af Berlioz’ Symphonie Fantastique. Han skal også have ønsket at få sin aske spredt over Saddleworth-heden, men blev i stedet kremeret uden musik eller blomster i Southport krematorium i en maskine, der ikke anvendes for andre. Hans aske blev hældt i en urne af klippesalt, der opløstes nogle timer efter at den var sluppet i havet udenfor Liverpool.

## Andet
- Suffer Little Children af bandet The Smiths mordene.
- Hedemordene tjente delvis som inspiration for Edward Goreys horror-novelle, The Loathsome Couple.
- Mordet på Edward Evans beskrives i detaljer i sangenVery Friendly af Throbbing Gristle.
- Sex Pistols har en linje i teksten No-one Is Innocent, der lyder: God save Myra Hindley, god save Ian Brady. Even though he's 'orrible and she aint what ya'd call a lady.[44]
- Manchester-bandet The Smiths indspillede en hyldest til ofrene på deres første album med sangen Suffer Little Children, og sangeren Morrissey har siden skrevet en række andre sange inspireret af hedemordene (uden at nævne dem direkte) såsom teksterne Michael's Bones og Ambitious Outsiders.
- The Manic Street Preachers hentyder til Myra Hindley i sangen Archives Of Pain.
- Det satiriske program Brass Eye præsenterer en kærlighedssang til Hindley fra det fiktive band Blouse (en tydelig parodi på Pulp).
- Poeten Carol Ann Duffy skrev et digt med titlen The Devil's Wife om Hindley i sin digtsamling The World's Wife.
- En dramatisering af forbrydelserne og dommene af morderne gik d. 14 og 15. maj 2006 i luften. Programmet, som fortæller om begivenhederne fra Hindleys synsvinkel, hed See No Evil: The Moors Murders.
- Hindleys bedstemors rækkehus Wardle Brook Avenue nr 16, hvor Hindley og Brady også boede, er nedrevet. Kommunen prøvede at finde nye lejeboere, men de klagede alle over "en frygtelig følelse af skræk, der hænger i luften" og forlangte anden indkvartering. Huset blev til sidst revet i 1987.[45]